# Raniszewski
Raniszewski (forma żeńska: Raniszewska, liczba mnoga: Raniszewscy) – polskie nazwisko. W latach 90 XX wieku nosiło je 1071 osób.
Rodzina wywodząca się z zamożnej szlachty, zamieszkiwała tereny Mazowsza w czasie I Rzeczypospolitej. Obecnie liczy wielu członków głównie zamieszkujących Polskę, ale również i inne kraje Europy.

## Znani Raniszewscy
- Zbigniew Raniszewski (1927–1956) – polski żużlowiec
- Hania Rani - pianistka